# Avenida Quito
La Avenida Quito es la principal arteria vial de circulación automotriz de la ciudad de Guayaquil. Lleva el nombre de la capital de Ecuador, la ciudad de Quito. En esta avenida, los automóviles transitan en un sentido sur-norte. Comienza como la continuación de la Avenida 25 de Julio a la altura de la calle José Vicente Trujillo y finaliza al norte en la calle Julián Coronel. 
Es considerada la vía gemela de la Avenida Machala, que cruza la ciudad en sentido inverso (norte-sur) a la Quito.

## Historia
En 1860 tuvo lugar en el área la Batalla de Guayaquil, en la que las fuerzas de Gabriel García Moreno vencieron a las de Guillermo Franco Herrera, quien se había proclamado Jefe Supremo de Guayaquil. Como conmemoración de la batalla, el sector pasó a ser conocido como la «Pampa de la Victoria», que en la actualidad es el nombre de una iglesia y un parque ubicados junto a la avenida.
El trazado de la vía se inició en 1866, cuando la municipalidad de la ciudad formó una comisión que además realizó el trazado de la Avenida Machala como vía paralela a la Quito.
Esta calle es conocida tradicionalmente como la "Calle de los Muertos", pues debido a la ubicación del Cementerio General de Guayaquil al final de esta avenida, los cortejos fúnebres transitan comúnmente a través de la misma.
A mediados del siglo XIX a la altura de la actual calle El Oro, se encontraba el hipódromo Jockey Club, el cual fue sustituido por el parque forestal. En el año 2013 dejaron de circular por esa vía los Buses de transporte urbanos, y a lo largo de la avenida se encuentra el estadio George Capwell, la iglesia Nuestra Señora del Carmen, el edificio de la Corte Provincial de Justicia, la Casa de la Cultura Ecuatoriana, núcleo del Guayas y el parque Huancavilca.